# 金龙渊
金龙渊（朝鲜语：／ Kim Ryong Yon，1916年1月24日—2008年3月19日），朝鲜民主主义人民共和国政治人物、军人。朝鲜人民军次帅。
1916年1月24日出生于两江道惠山郡，早年在中国东北参加中共领导的东北抗日联军，后随部队退入苏联境内，被编入苏联远东方面军独立第88步兵旅1营。1945年8月返回北朝鲜。

## 簡歷
- 1936年在金日成组建的抗日游击队里任副队长。[1]
- 1963年2月任人民军区分队司令官。
- 1966年3月任人民军第1军政治委员，少将军衔。
- 1968年6月晋升中将。
- 1970年11月朝鲜劳动党五大当选为中央委员。
- 1976年1月荣获朝鲜民主主义人民共和国英雄称号。
- 1977年10月任人民军平壤防御司令官。
- 1980年10月劳动党六大当选为中央委员。
- 1986年4月晋升上将。
- 1990年5月任人民军红旗万景台革命学院院长。
- 1992年4月晋升大将，同月第二次荣获朝鲜民主主义人民共和国英雄称号（朝鲜语称“共和国双重英雄”）。
- 1998年9月晋升次帅。
- 2008年3月19日逝世。[1]

## 荣誉
1967年11月、1982年8月、1986年11月、1990年4月、1998年9月、2003年9月当选最高人民会议议员。2005年4月，在纪念反法西斯战争胜利60周年之际，俄罗斯总统普京授予他卫国战争纪念章。